# Конвой № 35
Конвой № 35 — японський конвой часів Другої світової війни, сформований для доставки підкріплення на Соломонові острови.
На початку серпня 1942 року союзники висадились на Гуадалканалі, що започаткувало шестимісячну боротьбу за цей острів. Наприкінці 1942 року японське командування вирішило доправити на Гуадалканал 6-ту піхотну дивізію Імперської армії Японії. Для цього в окупованому китайському Шанхаї сформували конвой № 35, що складався з чотирьох частин:
- А — транспортні судна «Тейо-Мару» (Teiyo Maru), «Мьохо-Мару» (Myoho Maru) та «Сінсей-Мару № 1» (Shinsei Maru No. 1) під охороною старого есмінця «Хасу».
- B — «Оігава-Мару» (Oigawa Maru), «Кенкон-Мару», «Кьокусей-Мару» (Kyokusei Maru) та «Панама-Мару» під охороною старого есмінця «Курі».
- C — «Мейу-Мару» (Meiu Maru), «Сомедоно-Мару», «Сурабая-Мару» та «Сінай-Мару» (Shinai Maru) під охороною старого есмінця «Цуга».
- D — «Макассар-Мару», «Шінрю-Мару» (Shinryu Maru) і «Тейрю-Мару» (Teiryu Maru). Є відомості, що цей ешелон перевозив матеріально-технічні запаси.

Групи A та B покинули Шанхай 21 грудня 1942 року, тоді як С і D вирушили 25 грудня.
Спершу загони пройшли через військово-морську базу Мако (Пескадорські острови у південній частині Тайванської протоки), де ескорт перебрали на себе есмінці «Хокадзе» та «Нагацукі», що мали супроводжувати транспортні судна до 136° сх. д. (проходить через східну частину Філіппінського моря). Далі опікування конвоєм узяли на себе есмінець «Сіраюкі», мисливець за підводними човнами CH-11 і переобладнаний канонерський човен «Чоан-Мару № 2 Го». У середині січня 1943 року конвой досягнув островів Трук (нині Чуук, головної передової бази японського флоту у східній частині Каролінських островів, звідки провадились операції та здійснювалось постачання гарнізонів в архіпелазі Бісмарка та на Соломонових островах).
15, 17 та 19 січня 1943 року ешелони А, В та С рушили з Труку на захід Соломонових островів до якірної стоянки Шортленд (захищена групою невеликих островів Шортленд акваторія біля південного узбережжя острова Бугенвіль, де зазвичай відстоювались бойові кораблі та перевалювались вантажі для відправлення їх далі на схід Соломонових островів). При цьому ескорт групи A взяв на себе есмінець «Сігуре», тоді як «Сіраюкі» прямував із підрозділом В, а CH-11 та «Чоан-Мару № 2 Го» охороняли групу C.
Ешелон D, до якого також увійшли судна «Таймей-Мару» (прибуло на Трук з архіпелагу Бісмарка), «Камо-Мару» і «Шічісей-Мару» (Shichisei Maru) рушив 20 січня до Рабаула — головної передової бази в архіпелазі Бісмарка, з якої здійснювались операції на Соломонових островах та сході Нової Гвінеї. Їх охорону здійснювали мисливець за підводними човнами CH-12 та переобладнаний канонерський човен «Чоко-Мару № 2 Го».
19 січня 1943 року в районі за сотню кілометрів на північ від Бугенвільської протоки (веде до стоянки Шортленд між островами Бугенвіль та Шуазель) підводний човен USS Swordfish випустив три торпеди по групі A. Це призвело до потоплення «Мьохо-Мару», разом із яким загинули 3 члени екіпажу та 61 пасажир (утім, це була лише мала частина із майже тисячі солдатів та матросів, що перебували на борту).
20 січня 1943 року група A досягла стоянки Шортленд, при цьому інші частини конвою все ще перебували в дорозі. Саме цього дня в районі за 450 км на південний схід від Труку підводний човен USS Silversides випустив п'ять торпед по групі C, якими потопив «Мейу-Мару» та «Сурабая-Мару». Разом з останнім загинуло 462 солдати та 37 членів екіпажу, тоді як «Мейу-Мару» унесло з собою близько 400 вояків і 1 члена екіпажу. На допомогу CH-11 та «Чоан-Мару № 2 Го», які провадили рятувальні роботи, з Труку прибув есмінець «Асагумо». Також є дані, що у порятунку людей взяв участь «Чоко-Мару № 2 Го», який відокремився від ешелону D за шість сотень кілометрів на південь від Труку.
21 січня 1943-го нападу зазнала група B. Так само на північному підході до Бугенвільської протоки її атакував підводний човен USS Gato, який торпедував «Кенкон-Мару». На судні почалися пожежа і вибухи амуніції, що призвело до рішення покинути його. Хоча на борту перебувало понад сім сотень солдат, загинули з них лише 36 осіб (а також 7 членів екіпажу). Рятувальні роботи провадив есмінець «Сіраюкі». Наступного дня, 22 січня 1943 року, група B досягла стоянки Шортленд.
Що стосується ешелону D, 22 січня 1943 року на підході до Кавіенгу (друга за значенням японська база в архіпелазі Бісмарка, розташована на північному завершенні острова Нова Ірландія) він зустрів конвой, який прямував у протилежному напрямку під охороною мисливців за підводними човнами CH-18 та CH-22. Конвої обмінялись ескортом, і 24 січня ешелон D прибув до Рабаула під охороною CH-18 та CH-22.
На момент прибуття конвою № 35 до Меланезії японське командування вже готувалось залишити Гуадалканал, тому прибулі частині 6-ї піхотної дивізії так і не потрапили на цей фронт.
Загалом під час проходження конвою № 35 загинуло близько 1 тисячі солдатів та матросів. Можливо також відзначити, що багато із суден конвою, які дійшли до місця призначення, залишились у цьому регіоні та невдовзі загинули: «Сомедоно-Мару» в лютому на якірній стоянці Шортленд, а «Теййо-Мару», «Оігава-Мару», «Кіокусей-Мару» і «Шінай-Мару» — на початку березня в битві у морі Бісмарка під час спробі доправити підкріплення в Лае на Новій Гвінеї.